# Слобожанська селищна територіальна громада
Слобожанська селищна територіальна громада (до 2016 року — Ювілейна) — територіальна громада в Україні, у Дніпровському районі Дніпропетровської області. Адміністративний центр — селище Слобожанське. Утворена 14 серпня 2015 року шляхом об'єднання Ювілейної селищної ради та Степнянської сільської ради Дніпропетровського району.

## Історія громади
Згідно рішенню Дніпропетровської обласної ради «Про утворення Ювілейної селищної територіальної громади» у 2015 році , утворилась перша на Дніпропетровщині, одна з перших в Україні. Тоді у склад територіальної громади увійшли селище Слобожанське та село Степове.
12 травня 2016 року Постановою Верховної Ради України №1353-VIII Ювілейне перейменоване в селище Слобожанське, в рамках декомунізації в Україні, адже було назване на честь 70-річчя Жовтневого перевороту. Через це назва громади змінилася на Слобожанську селищну територіальну громаду. Вже у 2019 році депутатським корпусом Слобожанської селищної ради були ініційовані та прийняті рішення про приєднання до громади трьох сільських рад: Олександрівської, Балівської, Партизанської.

## Населені пункти
До складу громади входять шість населених пунктів:
- селище Слобожанське (13 747 жителя),
- село Олександрівка (2 755 жителів),
- село Василівка (234 жителі),
- село Степове (1 385 жителів),
- село Балівка (2 681 жителів),
- село Орільське (2 389 жителі).

### Дерусифікація у громаді:
У рамках процесу дерусифікації в Україні було змінено назву понад 110 вулиць, перевулків та топонімів у населених пунктах громади
Вже у 2024 році за результатами громадського обговорення Слобожанська селищна рада подала пропозицію про перейменування села Партизанське на село Орільське .
21 лютого 2024 року Комітет Верховної Ради України з питань організації державної влади,місцевого самоврядування, регіонального розвитку та містобудування підтримав перейменування села на Орільське, однак остаточне перейменування відбудеться тільки після успішного голосування у Верховній Раді.
19 вересня 2024 року Верховна Рада підтримала перейменування села Партизанське на Орільське. 26 вересня 2024 року перейменування набуло чинності.

## Місце розташування
Слобожанська територіальна громада межує на півночі з Підгородненською, Піщанською та Чумаківською, на сході - з Ілларіонівською, на півдні – з Дніпровською, на заході – з Обухівською та Петриківською територіальними громадами.

## Освітні заклади громади
У громаді функціонує 13 закладів освіти, з них – 3 загальноосвітні школи, у тому числі в селищі Слобожанське – 2 школи (І ступеня та ІІ-ІІІ ступеня), в селі Степове – 1 школа (І-ІІІ ступеня), в яких навчаються 1940 учнів, 3 ліцеї по одному в селі Балівка, в селі Орільське та в селі Олександрівка, в яких навчаються 956 учнів та 7 дошкільних навчальних заклади: ДНЗ № 1 «Червона шапочка», ДНЗ № 2 «Берізка», ДНЗ № 3 «Сонечко», ДНЗ № 4 «Дивосвіт», ДП «Пролісок», ДП «Івушка», ДП «Рябінушка», які відвідують 1072 дитини.

## Заклади культури
На території Слобожанської громади функціонує 10 установ культури, у тому числі: 4 клубних заклади, 1 школа естетичного виховання та 5 сільських бібліотек.
Також на території громади працює Центр громадської активності – «Молодіжний центр «Смарт», з підрозділами у кожному з населених пунктів. Центр створено у 2019 році з метою підвищення активності громадян Слобожанської громади, шляхом надання необхідних знань та навичок для забезпечення сталого розвитку громади

## Спорт у громаді

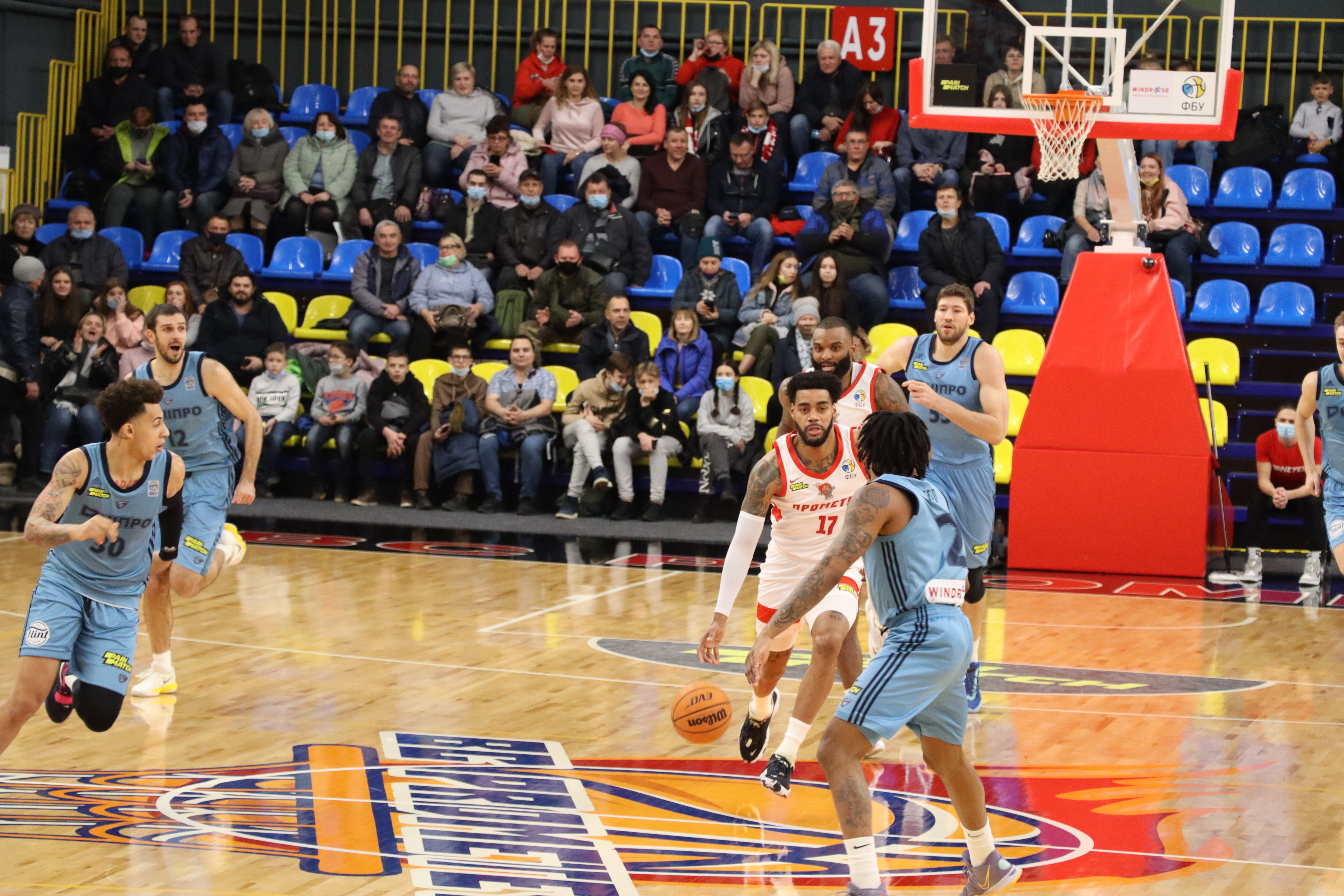
Гра баскетбольної Суперліги: БК «Прометей»— БК «Дніпро». На базі спортивного комплексу «Слобожанський»

Розвиток спортивного напрямку в громаді здійснює комунальний заклад «Слобожанський селищний центр фізичного здоров’я населення "Спорт для всіх"» створений в 2012 році. У Слобожанському функціонує спортивний комплекс «Слобожанський», який відкрили у 2018 році. У 2021 році завершили будівництво сучасного басейну на базі спорткомплексу. У 2023 році було створено Дитячо-юнацьку спортивну школу Слобожанської селищної ради. 
Крім того, активно розвивається приватна спортивна інфраструктура, а саме: тенісний клуб «Максимус» на території якого розташовані три тенісні корти, тренажерний зал, фітнес зал, басейн, дитяча кімната. 
Також клуб спорту та і розвитку «Платан» в якому розміщені тренажерний зал, фітнес-студія, дитячий клуб, танцювальна студія.  На території громади у селищі Слобожанське базувався до моменту ліквідації жіночий волейбольний клуб «Прометей», чемпіон України сезону 2020/2021. Також у селищі виступав чемпіон Української баскетбольної Суперліги сезону 2020/2021 ліквідований чоловічий баскетбольний клуб «Прометей».

## Заклади охорони здоров'я
У власності Слобожанської громади перебувають 2 заклади охорони здоров’я: комунальне підприємство «Слобожанська центральна лікарня» та комунальне некомерційне підприємство «Центр первинної медико-санітарної допомоги». 

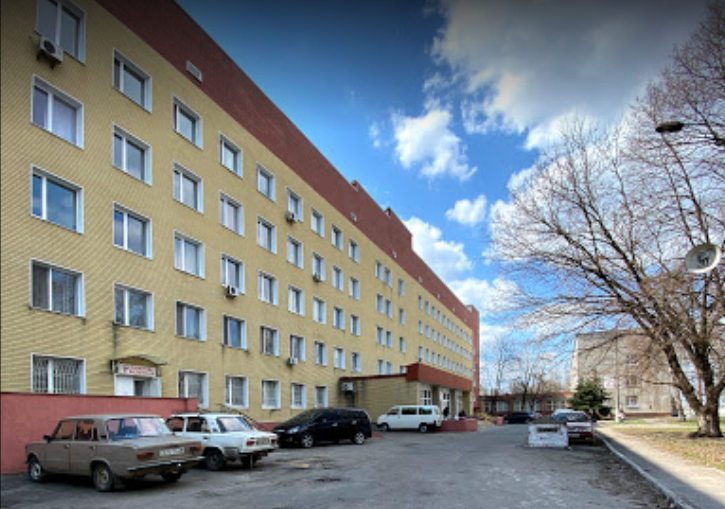
Будівля Слобожанської центральної лікарні (раніше Дніпропетровська центральна районна лікарня)

КП «Слобожанська центральна лікарня» Слобожанської селищної ради (колишній комунальний заклад «Дніпропетровська центральна районна лікарня» Дніпропетровської обласної ради) прийнято до комунальної власності Слобожанської селищної територіальної громади у грудні 2019 року. Лікарня обслуговує населення 8 територіальних громад Дніпровського району Дніпропетровської області, а саме: Слобожанської і Обухівської селищних громад, Підгородненської міської громади, Миколаївської, Новоолександрівської, Сурсько-Литовської, Чумаківської та Любимівської сільських громад, що складає понад 80 тисяч осіб. Також лікарня надає медичні послуги частині населення лівого берегу міста Дніпро. 

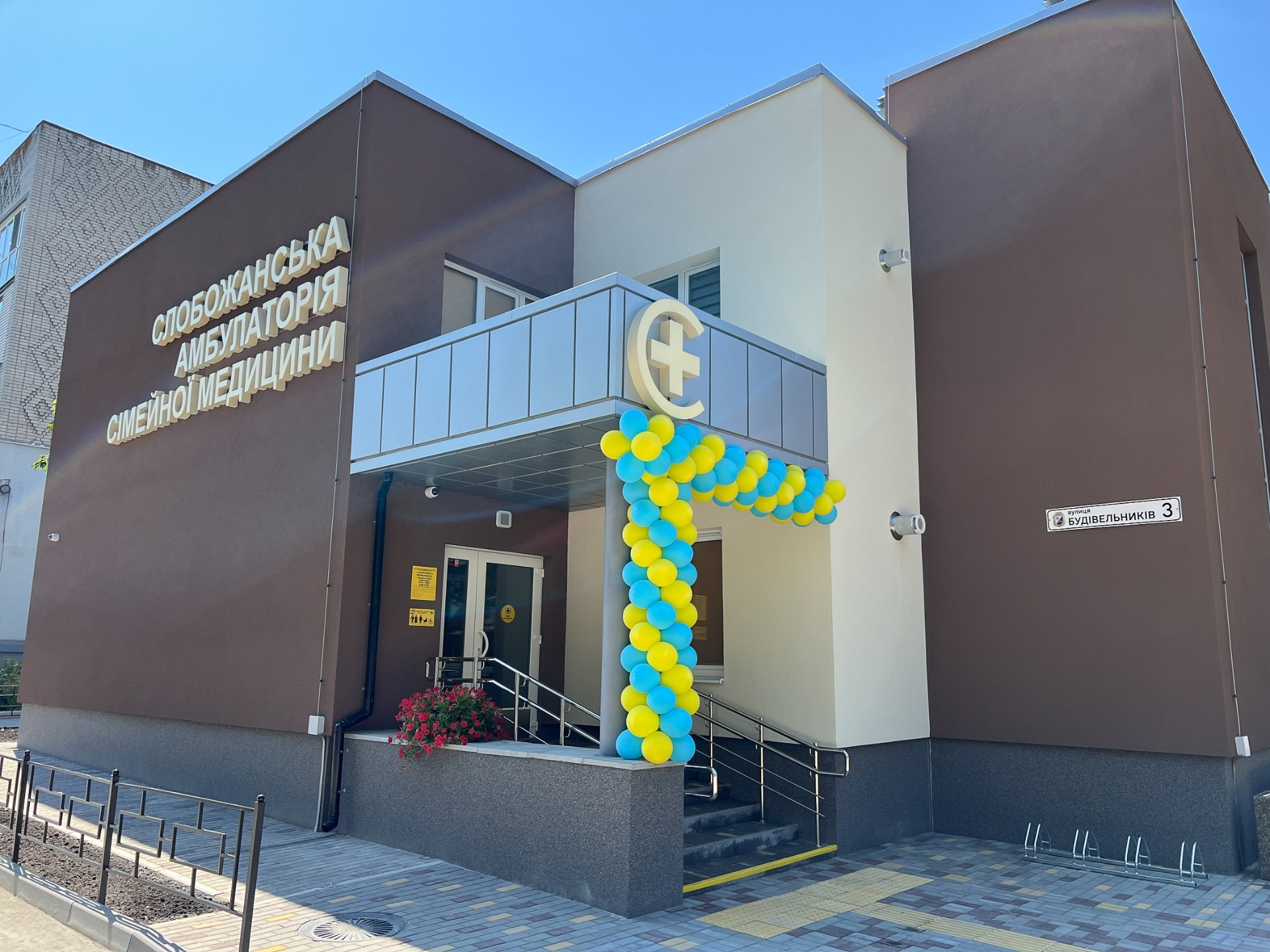
Будівля нового корпусу Слобожанської амбулаторії загальної практики сімейної медицини

КНП «Центр первинної медико-санітарної допомоги» Слобожанської селищної ради створено громадою у листопаді 2020 року та розпочало свою роботу у лютому 2021 року, коли до складу КНП «Центр первинної медико-санітарної допомоги» Слобожанської селищної ради з комунальної власності Дніпровського району були передані 5 АЗПСМ: Слобожанська, Степнянська, Партизанська, Балівська, Олександрівська та 2 фельдшерські пункти: Нижньодніпровський (ж/м Молодіжне) та у селі Василівка. У липині 2024 року у селищі Слобожанське відкрили новий корпус Слобожанської амбулаторії загальної практики сімейної медицини.

## Пам'ятники та історичні місця на території громади[9]

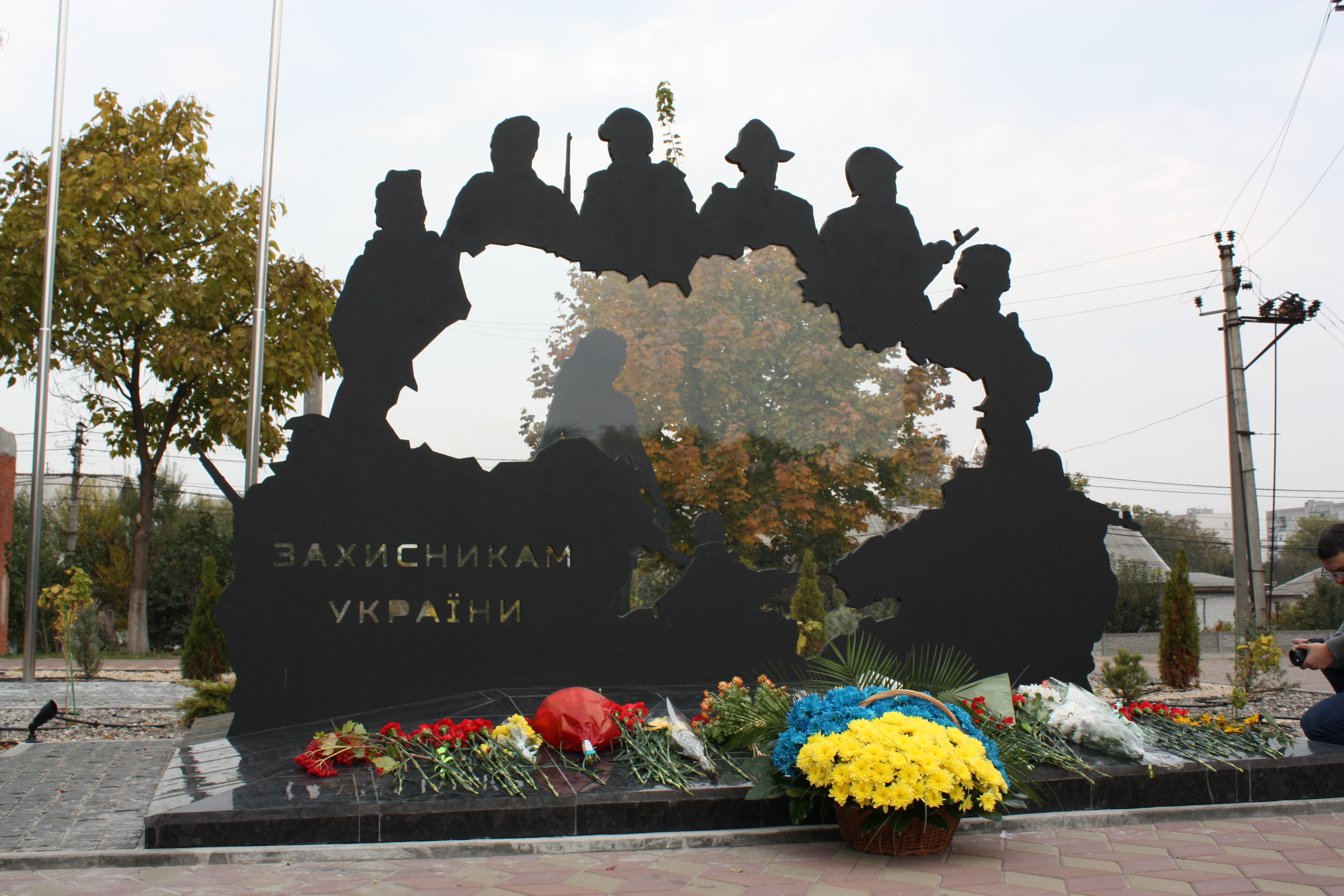
Пам’ятник «Захисникам і захисницям України» (селище Слобожанське, вул. Героїв України, 23)

- Скульптура пам’ятник «Воїна захисника» (с. Степове);
- Пам’ятний знак постраждалим чорнобильцям та ліквідаторам ЧАЕС (селище Слобожанське, вул. Героїв України, 30);
- Пам’ятник «Захисникам і захисницям України» (селище Слобожанське, вул. Героїв України, 23);
- Алея пам'яті для вшанування Героїв (селище Слобожанське, вул. Героїв України, 23);
- Пам’ятник Т.Г. Шевченко (селище Слобожанське, вул. Будівельників, 1);
- Пам’ятник солдату «Воїн з вінком» ( с. Балівка);
- Пам’ятник «Скорботна мати» (с. Балівка);
- Пам’ятник Т.Г.Шевченко (с. Балівка);
- Плита з написом «Пам’яті голодомору» (с. Балівка);
- Плита з написом «Захисникам Вітчизни» (с. Балівка);
- Могила братська радянських воїнів (с. Олександрівка);
- Пам'ятник воїнам-землякам, які загинули у роки Другої світової війни (с. Василівка);
- Обеліск загиблим односельцям в роки Другої світової війни (с. Орільське)
- Фрагмент фортифікації Катеринослава Кільченського 1770-1780-ті роки на о. Самарський.

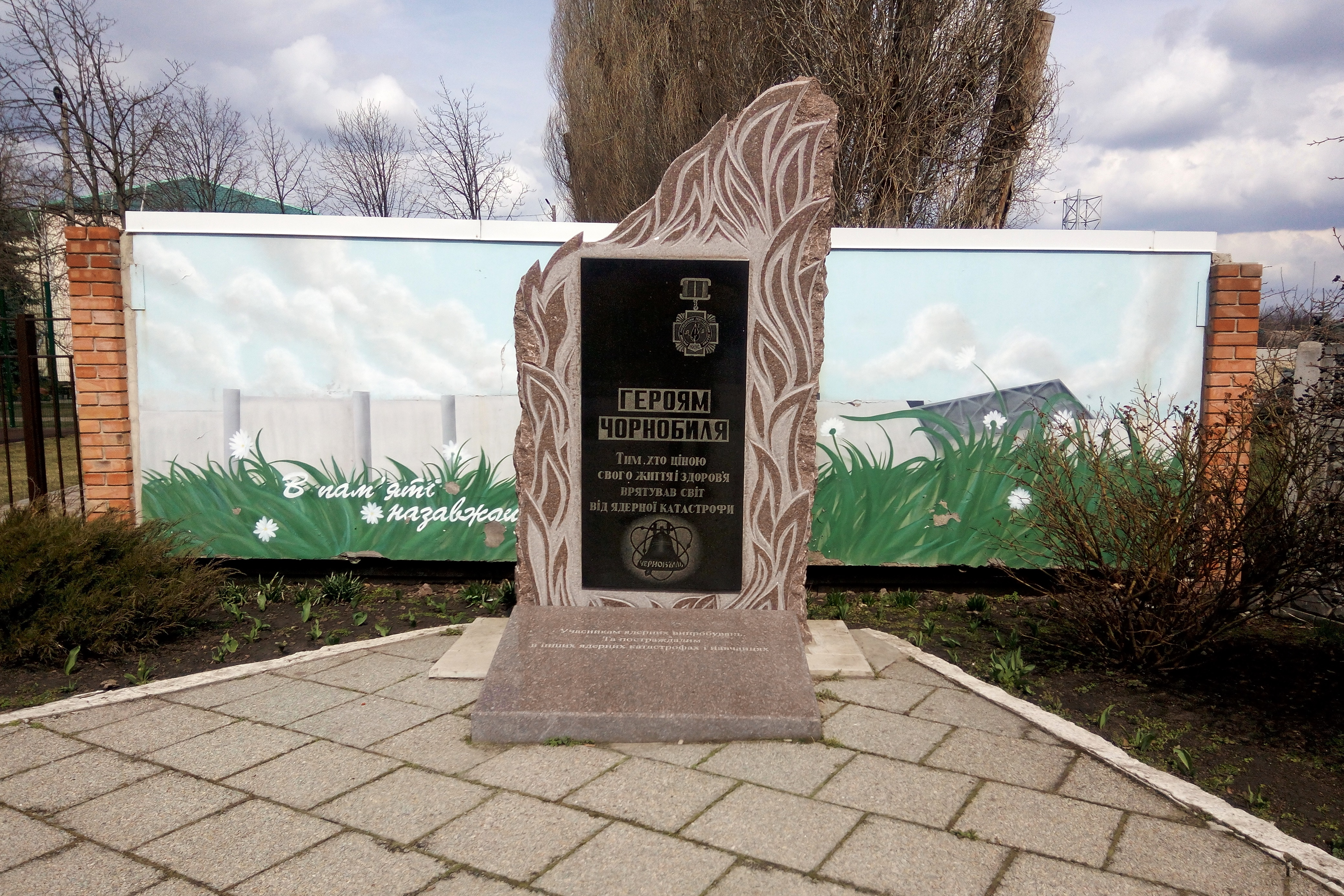
Пам’ятний знак постраждалим чорнобильцям та ліквідаторам ЧАЕС (селище Слобожанське, вул. Героїв України, 30)

### На території Слобожанської територіальної громади знаходятьсякургани:
- селище Слобожанське: 2 кургани (№ 8502 та № 8503);
- с. Степове - 1 курган: (№5985);
- с. Балівка - 11 курганів: (№6079, №6080, №6081, №6083, №6084,№6087, «Майдан» №8470, №8471,№8472, №8473, №8620);
- с. Орільське- 2 кургани: (№6077, №6078);
- с. Олександрівка - 8 курганів: (№ 5941, №5942, №5945, №5946, №8498, №8621, №5944, №8500, №8501).

## Дорожня інфраструктура громади
Мережа доріг загального користування забезпечує транспортне сполучення між селищем Слобожанське, містом Дніпро та іншими сусідніми населеними пунктами та громадами. Транспортне сполучення забезпечене розвиненою мережею доріг: 
- Міжнародного значення – траса М-30 (Стрий — Тернопіль — Кропивницький — Знам'янка — Луганськ — Ізварине);
- Національного значення – дорога Н-31 (Дніпро — Петриківка — Царичанка — Кобеляки — Решетилівка), яка перетинає села Партизанське та Балівка;

Крім того, через село Олександрівка проходить автошлях Т 0402 (м. Дніпро (ж/м Ігрень) — с. Соколове), через селище Слобожанське та село Степове - автошлях Т 0405 (м. Дніпро — с. Хутірське), крім того по території громади проходить автошлях Т 0404 (м. Дніпро – с. Обухівка). Транспортне сполучення забезпечує доступність мешканців приєднаних сіл до адміністративного центру громади – селище Слобожанське за допомогою транзитних автобусів. 

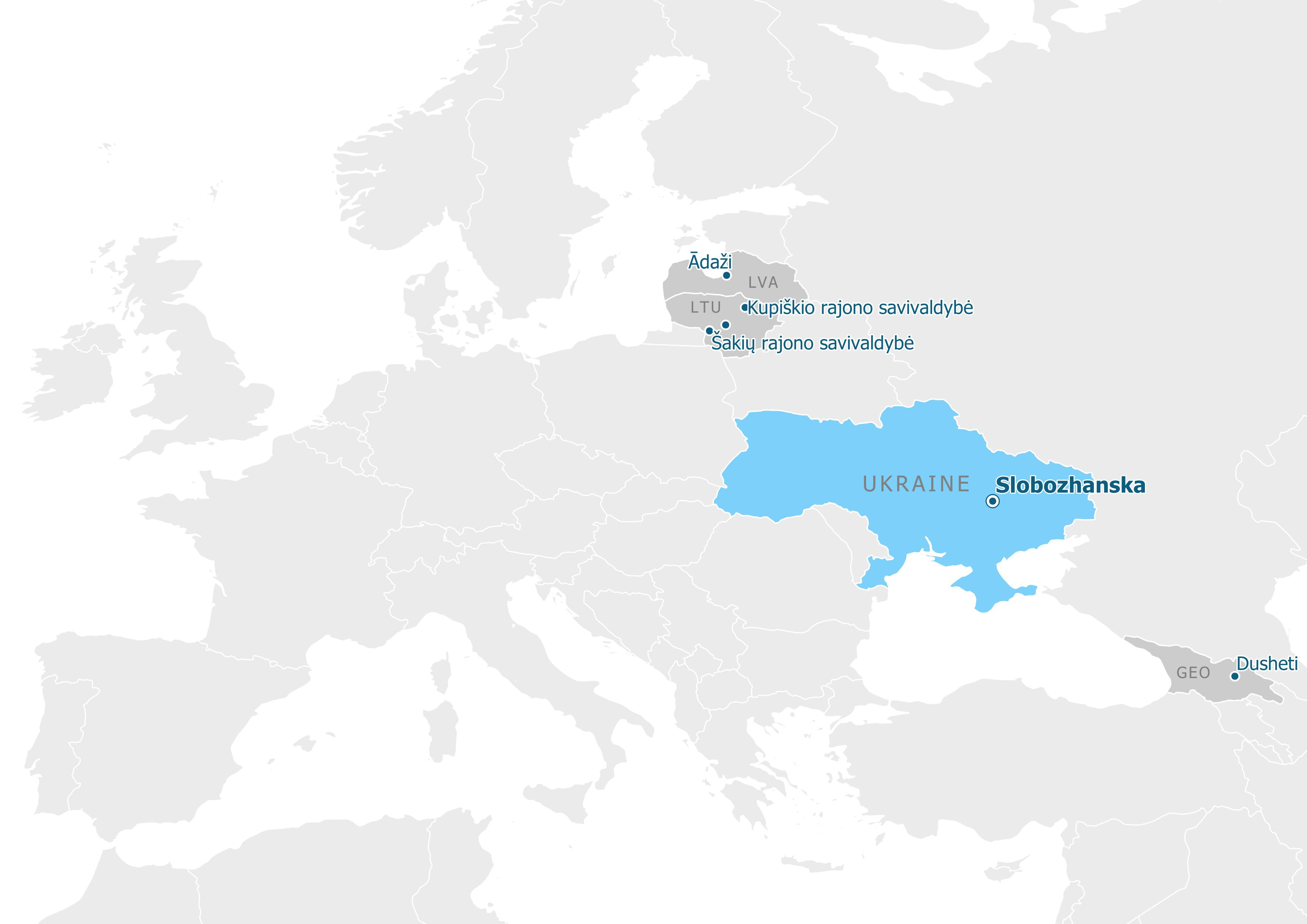
Міжнародне партнерство Слобожанської територіальної громади

## Міжнародні партнери
- Муніципалітет Адажі[10][11]
- Муніципалітет Душеті [12]
- Муніципалітет Шакяй[12]
- Муніципалітет Купишкіс

## Українські партнери
- Широківська територіальна громада[13]
- Пологівська територіальна громада[13]
- Новоселицька територіальна громада
- Маневицька територіальна громада
- Хотинська територіальна громада
- Коростенська територіальна громада[14]
- Авангардівська територіальна громада[15]

## Сторінки в соціальних мережах
- Instagram - https://www.instagram.com/slobozhanskagromada/
- Telegram - https://t.me/slobozhanskagromada
- Facebook - https://www.facebook.com/slobozhanskagromada/
- YouTube - https://www.youtube.com/@slobozhanskagromada